# Constantin Drăgănescu
Constantin Drăgănescu (n. 27 septembrie 1936, Constanța, România – d. 26 martie 2020, București, România) a fost un actor român.

## Filmografie
- Puterea și adevărul (1972)
- Conspirația (1973)
- Departe de Tipperary (1973)
- Actorul și sălbaticii (1975)
- Ultimele zile ale verii (1976)
- Din nou împreună (1978) - Tălică
- Am fost șaisprezece (1980)
- Angela merge mai departe (1982)
- Secvențe... (1982)
- Glissando (1984)
- François Villon – Poetul vagabond (1987)
- Secretul armei... secrete! (1989)
- Drumeț în calea lupilor (1990)
- Marea sfidare (1990)
- A unsprezecea poruncă (1991)
- Cel mai iubit dintre pămînteni (1993)
- E pericoloso sporgersi (1993) - regizorul tehnic
- Începutul adevărului (Oglinda) (1994)
- Punctul zero (1996)
- Asfalt Tango (1996)
- Omul zilei (1997)
- Marfa și banii (2001) - tatăl lui Ovidiu
- Filantropica (2002) - tatăl lui Ovidiu
- Turnul din Pisa (2002)
- Niki Ardelean, colonel în rezervă (2003) - Predescu, administratorul blocului
- Milionari de weekend (2004) - nea Alecu
- Tache (2008) - Bobicescu
- Amintiri din Epoca de Aur 2: Dragoste în timpul liber (2009) - administratorul blocului
- Medalia de onoare (2009) - Petre

- Pup-o, mă! (2018) - bătrânul
- Coborâm la prima (2018)
- Un etaj mai jos (2015) - Dan
- Cel ales (2015)
- Condamnat la viață (2013) - Markus
- Câinele japonez (2013)
- Carmen (2013) - tatăl lui Puiu
- Sunt o babă comunistă (2013) - nea Pancu
- Las Fierbinți (2012) - Drăgănescu
- Ursul (2011) - nuntaș bătrân
- O secundă de viață (2009)
- Bomboane de ciocolată (2007)
- California Dreamin' (nesfârșit) (2007) - bunicul
- Cu un pas înainte (2007) - Vasile Leonte (1 episod, 2007)
- Cu inima îndoită (2006) - Emil
- Margo (2006)
- Marilena de la P7 (2006) - Nea Costel
- Nevroze nocturne (2006)
- 15 (2005)
- Challenge Day (2005) - Administrator
- Le tramway d'Andréa (2005) - Le chef de dépôt
- Camera ascunsă (2004) - Nea Tomiță
- Italiencele (2004) - Nea Chitu
- Maria (2003) - fratele lui Ion
- Țăcăniții (2002)
- În fiecare zi Dumnezeu ne sărută pe gură (2001)
- Detectiv fără voie (2001) - bețiv
- Epicentru (2000) - Passenger #1
- Zack și sabia vrajită (1999) - Old Man with Cart
- Trenul vieții (1998)
- Brâncuși (1996)
- Dark Angel: The Ascent (1994) - Man in Hell
- Invisible: The Chronicles of Benjamin Knight (1993) - gropar
- Balanța (1992)
- Șobolanii roșii (1991)
- Nu-ți plătesc (1968)
- Regina (2009) - Doctorul David
- Iubire și onoare (2010) - Marcel
- "Otto barbarul(2020) - Bubu